# Jacques Louvel
 (juillet 2025).
Jacques Louvel, né le 24 juillet 1924 à Paris et fusillé par condamnation le 27 avril 1944 à la clairière des Aulnaies à Saint-Germain-du-Corbéis (Orne) est un mécanicien et résistant au sein des Francs-tireurs et partisans français.

## Biographie
Jacques Louvel a vécu toute sa jeunesse dans le 10e arrondissement de Paris où il suivait encore, au début de l’Occupation, des études à l’école professionnelle Diderot.
Il entra très tôt en Résistance, dès le mois de novembre 1940, en rejoignant tout d’abord le groupe formé au sein de son école. Il rejoignit ensuite les rangs de la Résistance communiste au sein du Front patriotique de la jeunesse à partir du printemps 1941. Il mit également en place un réseau d’hébergement pour les résistants pourchassés par la police de Vichy.
Son action prit un visage plus militaire à partir du printemps 1942 lorsqu’il rejoignit les rangs des Francs-tireurs et partisans (FTP). Au sein de ce groupe, il prit notamment part à l’attaque d’une officine pro-allemande située rue Oberkampf dans le 11e arrondissement de Paris.
Suite au démantèlement de son groupe, Jacques Louvel trouva refuge en 1943 dans le département de l’Orne. Nommé commissaire technique départemental par la direction des FTP, il y organisa des opérations de sabotage avant d’être nommé responsable du maquis de Vrigny.
Le maquis fut démantelé par la gendarmerie française, accompagnée de la police nationale et des Renseignements généraux de l’Orne les 4 et 5 mars 1944, peu de temps après sa prise de fonction. Plusieurs résistants furent arrêtés. Des fusils, munitions et fausses cartes furent saisis. Alors que Jacques Louvel et son camarade Robert Gagnaire projetaient de réaliser un coup de main sur la gendarmerie de Mortrée où étaient internés leurs camarades, les deux jeunes hommes furent encerclés dans leur cachette par les forces de l’ordre et arrêtés.
Remis aux autorités allemandes du département, Jacques Louvel et plusieurs de ses camarades, Henri Gagnaire, Robert Gagnaire, Marcel Lemoulan, Bernard Montigny et André Suriray, furent condamnés à mort le 21 avril 1944 par le tribunal militaire de la Feldkommandantur 916 à Alençon.
Ils ont été fusillés, ensemble, le 27 avril suivant à Saint-Germain-du-Corbéis.

## Hommage
Une rue de Paris, anciennement rue Corbeau, porte son nom.